# Liste der Kulturdenkmale in Friedelshausen
Die Liste der Kulturdenkmale in Friedelshausen umfasst die als Ensembles, Straßenzüge und Einzeldenkmale erfassten Kulturdenkmale in der thüringischen Gemeinde Friedelshausen im Landkreis Schmalkalden-Meiningen mit dem Stand vom 24. Februar 2025.
Die Angaben in der Liste ersetzen nicht die rechtsverbindliche Auskunft der zuständigen Denkmalschutzbehörde.

## Legende
- Bild: zeigt ein Bild des Kulturdenkmals und gegebenenfalls einen Link zu weiteren Fotos des Kulturdenkmals im Medienarchiv Wikimedia Commons
- Bezeichnung: Name, Bezeichnung oder die Art des Kulturdenkmals
- Lage: Wenn vorhanden Straßenname und Hausnummer des Kulturdenkmals; Grundsortierung der Liste erfolgt nach dieser Adresse. Der Link Karte führt zu verschiedenen Kartendarstellungen und nennt die Koordinaten des Kulturdenkmals.
 Kartenansicht, um Koordinaten zu setzen – in dieser Kartenansicht sind Kulturdenkmale ohne Koordinaten mit einem roten bzw. orangen Marker dargestellt und können in der Karte gesetzt werden. Kulturdenkmale ohne Bild sind mit einem blauen bzw. roten Marker gekennzeichnet, Kulturdenkmale mit Bild mit einem grünen bzw. orangen Marker.
- Datierung: gibt das Jahr der Fertigstellung beziehungsweise das Datum der Erstnennung oder den Zeitraum der Errichtung an
- Beschreibung: bauliche und geschichtliche Einzelheiten des Kulturdenkmals, vorzugsweise die Denkmaleigenschaften
- ID: Die ID identifiziert das Kulturdenkmal eindeutig. In Thüringen sind aktuell keine IDs veröffentlicht. In der ID-Spalte kann sich auch folgendes Icon  befinden, dies führt zu Angaben zu diesem Kulturdenkmal bei Wikidata.

## Einzeldenkmale nach Gemarkungen

### Friedelshausen
| Bild                                    | Bezeichnung             | Lage                                                 | Datierung | Beschreibung                | ID |
| --------------------------------------- | ----------------------- | ---------------------------------------------------- | --------- | --------------------------- | -- |
| BW                                      | Wohnhaus                | Friedelshausen, Dreiersgasse 90 (Karte)              |           |                             |    |
| BW                                      | Mühlengehöft            | Friedelshausen, Dreiersgasse 91 (Karte)              |           |                             |    |
| BW                                      | Brunnen                 | Friedelshausen, Hauptstraße o. Nr. (Karte)           |           |                             |    |
| Direkt Bild zu diesem Denkmal hochladen | Brücke Würmling         | Friedelshausen, Hauptstraße o. Nr.                   |           |                             |    |
| BW                                      | Eiskeller               | Friedelshausen, Hauptstraße o. Nr. (Karte)           |           |                             |    |
| BW                                      | Backhaus                | Friedelshausen, Hauptstraße 8 (Karte)                |           |                             |    |
| BW                                      | Gasthaus                | Friedelshausen, Hauptstraße 17 (Karte)               |           |                             |    |
| BW                                      | Wohnhaus mit Scheune    | Friedelshausen, Hauptstraße 85 (Karte)               |           |                             |    |
| BW                                      | Gehöft Ühlingshof       | Friedelshausen, Hauptstraße 86 (Karte)               |           |                             |    |
| weitere Bilder Fotos hochladen          | Kirche                  | Friedelshausen, Hauptstraße 108 (Karte)              |           | mit Ausstattung             |    |
| BW                                      | Kirchhof                | Friedelshausen, Hauptstraße 108 (Karte)              |           |                             |    |
| BW                                      | Kirchhofmauer           | Friedelshausen, Hauptstraße 108 (Karte)              |           |                             |    |
| Direkt Bild zu diesem Denkmal hochladen | Epitaph                 | Friedelshausen, Hauptstraße 108                      |           |                             |    |
| BW                                      | Neue Schule             | Friedelshausen, Hauptstraße 109 (Karte)              |           | mit Ausstattung             |    |
| BW                                      | Wohnhaus                | Friedelshausen, Hornhauck 77b (Karte)                |           | mit Ausstattung             |    |
| BW                                      | Brunnen                 | Friedelshausen, Kaltenlengsfelder Weg o. Nr. (Karte) |           |                             |    |
| BW                                      | Wohnhaus                | Friedelshausen, Kaltenlengsfelder Weg 58 (Karte)     |           | mit Ausstattung             |    |
| BW                                      | Lindenplatz             | Friedelshausen, Lindenplatz o. Nr. (Karte)           |           | mit Dorflinde und Mauerring |    |
| BW                                      | Wohnhaus                | Friedelshausen, Pfarrgasse 15 (Karte)                |           |                             |    |
| BW                                      | Nebengebäude            | Friedelshausen, Pfarrgasse 15 (Karte)                |           |                             |    |
| BW                                      | Pfarrgehöft             | Friedelshausen, Pfarrgasse 16 (Karte)                |           |                             |    |
| BW                                      | Wegweiserstein          | Friedelshausen, Schwarze Gasse o. Nr. (Karte)        |           |                             |    |
| BW                                      | Wegweiserstein mit Bank | Friedelshausen, Straße nach Oepfershausen (Karte)    |           |                             |    |